# Gracilidris pombero
Gracilidris pombero es una especie de hormigas perteneciente a la subfamilia Dolichoderinae. Es la única especie viviente del género Gracilidris.
Se distribuyen por Paraguay, Brasil, Argentina y Colombia. Solo se conocen las obreras. Forma nidos de pequeñas colonias en el suelo.